# Polygala empetrifolia
Polygala empetrifolia är en jungfrulinsväxtart som beskrevs av Maarten Willem Houttuyn. Polygala empetrifolia ingår i släktet jungfrulinssläktet, och familjen jungfrulinsväxter. Inga underarter finns listade i Catalogue of Life.